# Kammer (Gericht)
Eine Kammer ist ein Spruchkörper eines Gerichts.

## Deutschland
Beim Landgericht lautet die vollständige Bezeichnung, je nach Zuständigkeit, Zivilkammer oder Strafkammer. Neben den allgemeinen Kammern können beim Landgericht auch Spezialkammern gebildet werden, für handelsrechtliche Streitigkeiten z. B. die Kammer für Handelssachen, für Strafsachen z. B. die Wirtschaftsstrafkammer, die Jugendkammer und die Staatsschutzkammer. 
Zivilkammern sind mit drei Richtern, Strafkammern mit drei Berufsrichtern und zwei Schöffen (Große Strafkammer) und in Berufungsverfahren mit einem Berufsrichter und zwei Schöffen (Kleine Strafkammer) besetzt. Der innerhalb der Kammer für die Bearbeitung des Falles zuständige Richter ist der Berichterstatter.
Beim Arbeitsgericht und beim Sozialgericht gehören einer Kammer ein Berufsrichter und zwei ehrenamtliche Richter an, beim Verwaltungsgericht drei Berufsrichter und zwei ehrenamtliche Richter. Für Personalvertretungsangelegenheiten nach Landes- oder Bundesrecht werden bei den Verwaltungsgerichten sogenannte Fachkammern gebildet. Diese werden in der Besetzung eines Berufsrichters und vier ehrenamtlichen Richtern tätig (vgl. Art. 83 Abs. 3 BayPVG und Art. 84 Abs. 3 BPersVG).
In Berlin heißt das Oberlandesgericht traditionell Kammergericht, seine Spruchkörper werden wie bei den anderen Oberlandesgerichten Senate genannt.